# Campolongo Tapogliano
Campolongo Tapogliano este o comună din provincia Udine, regiunea Friuli-Veneția Giulia, Italia, cu o populație de 1.096 locuitori (1 ianuarie 2023) și o suprafață de 11,02 km².

## Demografie
Campolongo Tapogliano - evoluția demografică

|  | Graficele sunt indisponibile din cauza unor probleme tehnice. Mai multe informații se găsesc la Phabricator și la wiki-ul MediaWiki. |

Date: Recensăminte sau birourile de statistică - grafică realizată de Wikipedia